# Tímida
Tímida è un singolo della cantante brasiliana Pabllo Vittar, pubblicato il 19 marzo 2020 come secondo estratto dal terzo album in studio 111.